# Amphineurus (Amphineurus) polycyclus
Amphineurus (Amphineurus) polycyclus is een tweevleugelige uit de familie steltmuggen (Limoniidae). De soort komt voor in het Australaziatisch gebied.